# Josias Teófilo
Josias Saraiva Monteiro Neto (Recife, 27 de agosto de 1987), mais conhecido como Josias Teófilo, é um cineasta, jornalista, escritor e fotógrafo brasileiro. Tornou-se mais conhecido pelo seu trabalho na direção do filme O Jardim das Aflições, o qual retrata a obra, o pensamento e o cotidiano de Olavo de Carvalho. Assumidamente conservador, ele mantém proximidade com pessoas influentes do governo de Jair Bolsonaro.

## Carreira
Josias adotou o nome Teófilo em homenagem ao avô, o cineasta Pedro Teófilo Batista, sobre o qual escreveu o romance ensaístico O Cinema Sonhado, ganhador do prêmio Antônio de Brito Alves de melhor ensaio da Academia Pernambucana de Letras.
O cineasta é formado em jornalismo e é colaborador da revista Continente, na qual escreve especialmente sobre arte, já tendo entrevistado personalidades como Hélène Grimaud, Boris Schnaiderman, Phillipe Jarrousky e Paulo Mendes da Rocha. É também fotógrafo especializado em fotografia analógica, tendo feito em 2014 a exposição O templum-tempus em São Paulo.
Seu primeiro curta-metragem, Quarteto simbólico, de 2013, foi exibido em mais de 30 festivais e mostras do país e recebeu o prêmio de melhor filme de formação do Festcine no Recife, além de fazer parte do DVD Antologia do Cinema Pernambucano e do programa de matérias de faculdades de arquitetura.
Seu filme, O Jardim das Aflições, trata da vida e ideias de Olavo de Carvalho, filósofo e polemista conservador do Brasil, radicado nos Estados Unidos. A primeira exibição pública do filme, antes de seu lançamento oficial, ocorreu em 23 de março de 2017 a pedido da coordenadoria do curso de Filosofia e do Clube de Filosofia da Virginia Commonwealth University e contou com a presença de acadêmicos da instituição, de Josias e de Olavo de Carvalho.
Atualmente, trabalha na direção do filme Iconostasis, que trata da relação entre o cinema de Andrei Tarkóvski e a tradição russa do ícone. Posteriormente, Josias gravará, com o apresentador do canal SBT e comediante stand-up Danilo Gentili, o filme O limite do humor, baseado no livro ainda não lançado do humorista.
Em 2021, ele foi sondado para ser o secretário adjunto da Secretaria Especial de Cultura. Na época, Regina Duarte estava prestes a assumir a pasta.

### Polêmica no Festival Cine Pernambuco
O Jardim das Aflições foi inscrito para participar do Festival Cine Pernambuco 2017, no que seria a primeira exibição no Brasil. Contudo, oito cineastas cancelaram sua participação às vésperas do evento, alegando motivos ideológicos. A rejeição se estendeu também à exibição de Real: O Plano por Trás da História, de Rodrigo Bittencourt. A situação fez os produtores do festival adiarem a edição por prazo indeterminado. Houve uma petição pública em apoio à exibição do filme no festival recebeu mais de 24 mil assinaturas.
Na época do ocorrido, Josias afirmou:
[Os cineastas] agiram pior que Mao e Hitler, que ao menos assistiam aos filmes antes de censurá-los (...) não pode haver debate com um conservador, apenas com esquerdistas.
O boicote foi criticado por cineastas, jornalistas, críticos de cinema, entre outros, além de ter havido significativo protesto nas redes sociais. O então ministro da Cultura, Roberto Freire, reagiu à controvérsia em torno do filme ao dizer:
[Os críticos] se fixaram apenas na Vulgata stalinista. Você pode discordar das ideias, mas não pode impedir que elas existam.
A equipe do filme foi entrevistada pelo apresentador Danilo Gentili em seu programa The Noite na segunda-feira anterior (29 de maio) ao lançamento, e o programa foi exibido na madrugada do dia da estreia (31 de maio). Olavo de Carvalho participou via teleconferência da residência de seu filho Pedro, em Richmond.
O longa foi o grande vencedor na 21ª Edição do Cine PE, realizado em 3 de julho de 2017, tendo sido premiado tanto pelo júri oficial do festival como pelo júri popular na categoria melhor longa-metragem, além de também conquistar o troféu Calunga de melhor montagem.

## Filmografia

### Cinema
| Ano  | Titulo                | Creditado como       | Notas          |
| ---- | --------------------- | -------------------- | -------------- |
| 2013 | Quarteto simbólico    | Diretor e roteirista | Curta-metragem |
| 2017 | O Jardim das Aflições | Diretor e roteirista | Longa-metragem |
| 2017 | Iconostasis           | Diretor              | filme          |
| 2021 | Nem Tudo Se Desfaz    | Diretor e roteirista | Documentário   |